# Home for the Holidays
Home for the Holidays är ett julalbum av Lynn Anderson, släppt under sent 2002.
Hon hade tidigare spelat in ett julalbum 1971 vid namn "The Christmas Album" (1971). Home for the Holidays består av några nyinspelningar från hennes föregående julalbum, som "Santa Baby" och "Angels Song". Albumet blev inte lika stor kommersiell framgång. Albumet innehåller även tolkningar av julsånger från 1940-talet och framåt, som Bing Crosbys "White Christmas", Nat King Cole's "The Christmas Song", och Bobby Helms' "Jingle Bell Rock".

## Låtlista
1. "Jingle Bell Rock" – 2:23
2. "Have Yourself a Merry Little Christmas" – 3:58
3. "White Christmas" – 3:17
4. "I Saw Mommy Kissing Santa Claus" – 2:33
5. "I'll Be Home for Christmas" – 2:44
6. "Winter Wonderland" – 2:25
7. "Jingle Bells" – 1:52
8. "Home for the Holidays" – 3:09
9. "Santa Baby" – 3:25
10. "Silver Bells" – 3:44
11. "The Christmas Song" – 3:23
12. "Angels Song" – 3:20